# 比布北インターチェンジ
比布北インターチェンジ（ぴっぷきたインターチェンジ）は、北海道上川郡比布町にある旭川紋別自動車道のインターチェンジ。
国土交通省北海道開発局管轄（無料区間）の最終出口であり、名寄・旭川方面（道央自動車道）へ走行する場合は、比布JCT本線料金所から東日本高速道路（NEXCO 東日本）の管轄（有料区間）となり、通行券授受またはETC流入情報入力を行う。

## 歴史
- 2004年（平成16年）3月27日 : 比布JCT - 愛別IC間（旭川愛別道路）開通に伴い、供用開始[1]。

## 周辺
比布町中心部はICから約4 km南に位置する。
- ぴっぷスキー場
- 比布駅（JR北海道・宗谷本線）

## 接続する道路
- 直接接続
  - 北海道道1143号比布北インター線

- 間接接続
  - 国道40号（塩狩峠）

## 隣
E39 旭川紋別自動車道（旭川愛別道路）
(46) 比布JCT - (1) 比布北IC - (2) 愛別IC